# Fatick
Fatick – miasto w Senegalu, stolica regionu Fatick. Według danych szacunkowych na rok 2007 miasto liczyło 24 781 mieszkańców.
W Fatick urodził się Macky Sall – premier i prezydent Senegalu.